# Regeneracionismo
Se llama regeneracionismo a la heterogénea corriente ideológica que,  entre los siglos XIX y XX, reflexiona sobre la nación española e intenta poner remedio a la «decadencia de España»  especialmente tras el enorme impacto del «desastre del 98». Conviene, sin embargo, diferenciarlo de la llamada «generación del 98», con la que se lo suele confundir, ya que, si bien ambos movimientos expresan el mismo juicio pesimista sobre España, los regeneracionistas lo hacen de una forma menos subjetiva y algo más documentada y práctica, mientras que la generación de 1898 lo hace en forma más literaria, subjetiva y artística. El principal representante del regeneracionismo fue el aragonés Joaquín Costa con su lema «Escuela, despensa y siete llaves al sepulcro del Cid».
Los regeneracionistas, conscientes del atraso de España respecto de otros países más desarrollados —atraso que incluso exageran—, se proponen hallar las vías para una «regeneración» nacional que arranque las raíces de los males de la patria (el mal reparto de la riqueza originado en la desamortización de Mendizábal de 1836, la falta de estabilidad a causa de las guerras carlistas civiles, el sistema político corrupto de la Restauración basado en el fraude electoral o pucherazo caciquil, el latifundismo, la miseria campesina, el atraso educativo, científico, técnico e industrial, el analfabetismo, la cuestión regional, la irrelevancia en el panorama internacional, etc.) y la sitúen al nivel de modernidad y potencia que le corresponde por su grandeza pasada.
El regeneracionismo se convirtió en un movimiento de carácter fuertemente transversal, con regeneracionistas tanto de cuño conservador como progresista, tradicionalista como republicano. Entre la derecha fue de vocación mayoritariamente africanista. Algunos, como Macías Picavea, defienden un regeneracionismo regionalista. Así, el regeneracionismo influirá en movimientos de derecha (maurismo) y de extrema derecha (primorriverismo, falangismo, franquismo) y también en las izquierdas (republicanismo, socialismo).

## Uso del término

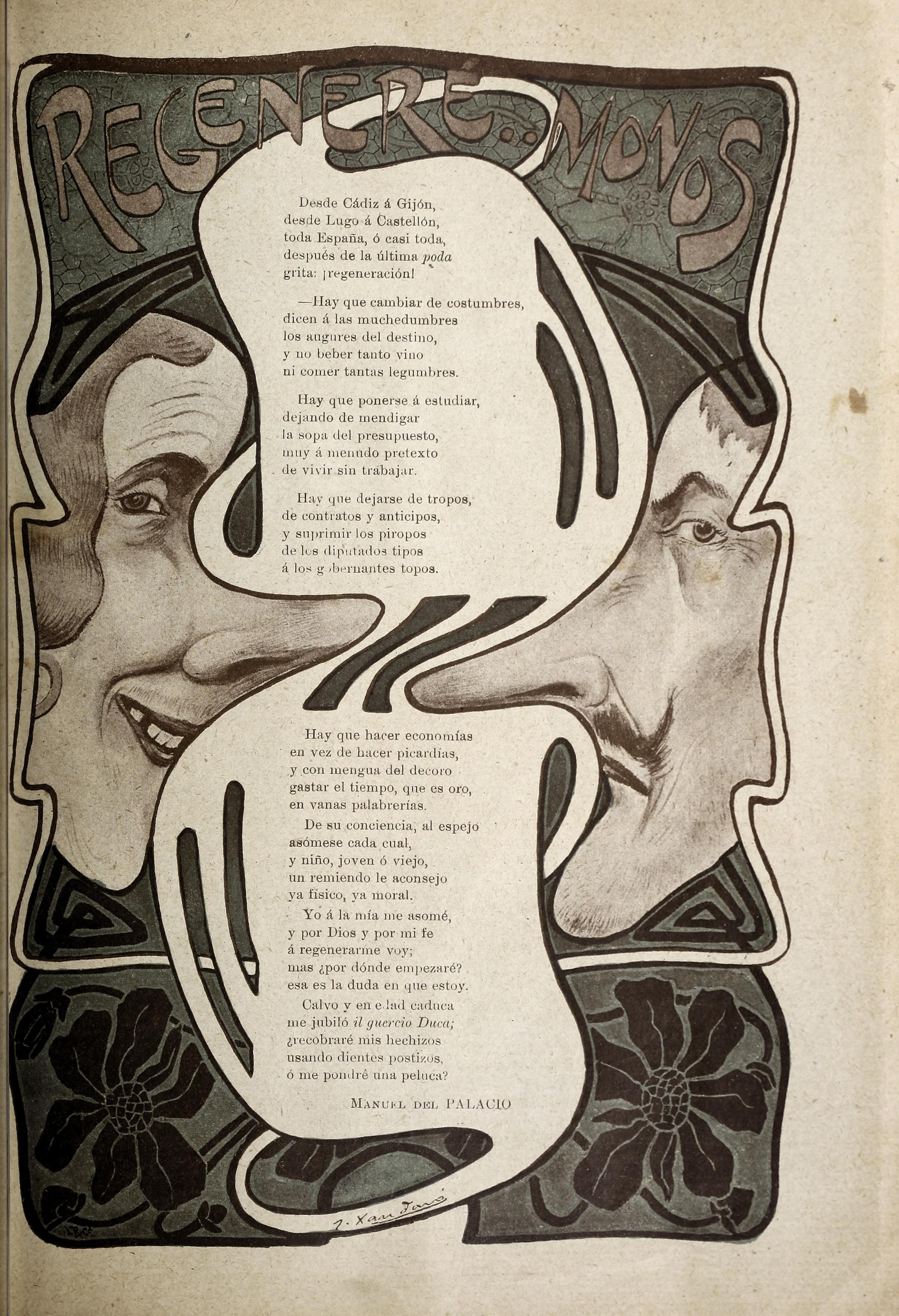
«Regeneré..monos». Texto de Manuel del Palacio publicado en Blanco y Negro (14 de enero de 1899).

La palabra «regeneración» se usa ya a principios del siglo XIX y está tomada del léxico médico, como antónimo de «corrupción», a fin de expresar una expectativa política. En realidad, es una nueva forma en la que se vierte la vieja preocupación por la «decadencia» del país, que se expresó en los siglos XVI y XVII a través de la obra de los arbitristas y en el siglo XVIII por medio de la Ilustración y el reformismo borbónico (ejemplificado al principio en la crítica patriótica del padre Feijoo y los novatores), a veces satirizado en la figura del llamado proyectismo al que atacara José Cadalso en sus Cartas marruecas. Pero su desarrollo a fines del siglo XIX es una consecuencia directa de la crisis del sistema político fundado por Cánovas en la Restauración: la alternancia de partidos, que había proporcionado al país cierta estabilidad, pero que se sostenía sobre la base de una gran corrupción política, el caciquismo, el fraude electoral y el aislamiento de iniciativas políticas modernizadoras como las planteadas por el Partido Demócrata. El término se definió ideológicamente a través de la influencia del krausismo, filosofía que pregonaba la libertad de conciencia, introducida en España por Julián Sanz del Río, y la utilización de canales ajenos al religioso y al oficial para emprender una reforma positiva de España.

## Revistas regeneracionistas
Los intelectuales regeneracionistas trataban de forjar una nueva idea de España basada en la autenticidad, por lo que era esencial desenmascarar las imposturas de la falsa España oficial mediante la divulgación de sus estudios en revistas de amplia difusión. Muchas de estas revistas anteceden a las del 98 y en parte se confunden con ellas.
La primera fue sin duda la Revista Contemporánea, fundada en 1875 (duró hasta 1907) por José del Perojo, un hombre muy imbuido de los ideales regeneracionistas y que contó en sus inicios con numerosos colaboradores pertenecientes a la Institución Libre de Enseñanza, como Rafael Altamira, Julián Sanz del Río, Rafael María de Labra y Urbano González Serrano, personajes que consiguieron importar corrientes estéticas y filosóficas europeas, rompiendo así la vinculación con la tradición cultural española. 
Gran prestigio tuvo también durante los años de la Regencia La España Moderna (1889-1914). Fundada por José Lázaro Galdiano, pretendía representar en el país lo que la Revue des Deux Mondes en la vecina Francia. Como méritos cabe señalar que intentó ser la «suma intelectual de la edad contemporánea», con una marcada tendencia europeísta que sirvió como transmisor de un espíritu cosmopolita. En la revista colaboran figuras como Ramiro de Maeztu y Miguel de Unamuno.
También es preciso citar la revista Nuevo Teatro Crítico, con Emilia Pardo Bazán prácticamente como única autora, en la que expuso desde sus teorías literarias hasta su pensamiento, marcado por el europeísmo y un sincero feminismo.
Entre las revistas que difundieron las ideas de los intelectuales de la generación del 98 podemos citar también a la revista Germinal que, aunque fue una publicación literaria española anterior a la época noventayochista y dirigida por Joaquín Dicenta, sin embargo muestra en su nómina a todos los escritores jóvenes de esa generación exceptuando a Azorín y Unamuno. Esta publicación se caracteriza por su rebeldía frente a los valores establecidos.
El semanario Vida Nueva aparece por primera vez publicado en junio de 1898, prolongando su vigencia hasta 1900. Su posición ideológica es próxima a Germinal. En esta publicación encontramos los escritos de figuras tan importantes del “espíritu del 98” como Unamuno y Maeztu.
En el caso de la revista Alma Española, se trata también de una publicación de espíritu rebelde y liberal. Pese a su escasa vida de tan solo seis meses, suscitó una interesante encuesta sobre el porvenir de España. Todo esto se inicia con un conocido escrito de Benito Pérez Galdós sobre la renovación de la vida nacional. En esta publicación participan personalidades tan relevantes de la época como Francisco Silvela, Eduardo Dato, el Conde de Romanones, Pedro Dorado Montero, Santiago Ramón y Cajal, Miguel de Unamuno, Pablo Iglesias, Vicente Blasco Ibáñez, Joaquín Costa o Francisco Giner de los Ríos.

## Los escritores del regeneracionismo
Los escritores del regeneracionismo reaccionan contra la descomposición del sistema canovista publicando estudios y ensayos que denuncian esta situación, que llega a hacerse evidente con la derrota del técnicamente obsoleto ejército español en la guerra con Estados Unidos en 1898 y la pérdida de lo que quedaba del imperio español de ultramar (Cuba, Puerto Rico y las islas Filipinas).

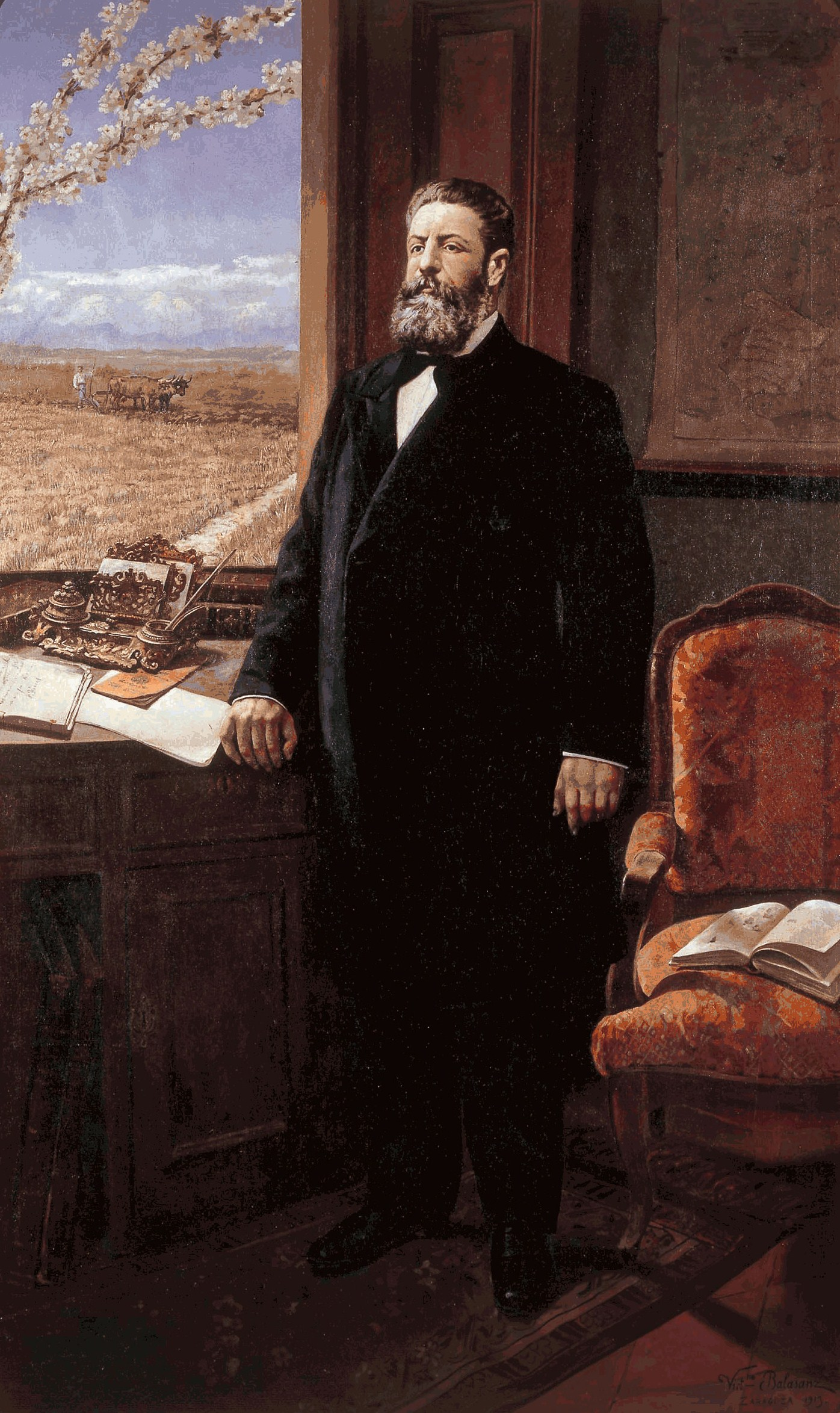
Retrato de Joaquín Costa de 1913, obra de Victoriano Balasanz.

El autor más importante de este movimiento, y en cierto modo su líder, fue Joaquín Costa, quien causó una auténtica conmoción con sus obras Colectivismo agrario en España (1898) y Oligarquía y caciquismo como la forma actual de gobierno en España (1901), si bien su camino fue preparado anteriormente por Los males de la patria y la futura revolución española (1890), de Lucas Mallada y El problema español, de Ricardo Macías Picavea, así como por las críticas que sobre el analfabetismo y la insuficientes mejoras educativas de la pedagogía y la educación por parte del estado habían sido vertidas por los krausistas de la Institución Libre de Enseñanza dirigida por Francisco Giner de los Ríos.  
Por otra parte, una constelación de autores vino a seguir los caminos marcados por Costa. Así, Rafael Altamira (1866–1951) escribió Psicología del pueblo español (1902), donde concibe el patriotismo como un concepto espiritual ingénito en los pueblos. Tras pasar revista a los propagadores de este sentimiento desde Juan Ginés de Sepúlveda, Francisco de Quevedo y Benito Jerónimo Feijoo hasta  Lucas Mallada, cuya obra desaprueba, menciona los defectos del Idearium español propuesto por Ángel Ganivet y trata la hispanofobia francesa como un grave mal, atenuado por la hispanofilia alemana. Defiende la actuación española en América y cree que su reputación ha mejorado, pese a desinteresarse aún de sus propios asuntos. Después trata la situación presente rechazando el pesimismo de Ricardo Macías Picavea (1847-1899) en El problema nacional y su proposición de una dictadura y simpatiza con el ilustrado del siglo XVIII Juan Pablo Forner y con Joaquín Costa. Separa la vida nacional de la política de sus dirigentes, poco ejemplar, y resume los males nacionales en:
1. falta de patriotismo
2. desprecio de lo propio
3. ausencia de interés común
4. falta de concepto de independencia
5. menosprecio de la tradición.

Por último interpreta el «cirujano de hierro» de Joaquín Costa como símbolo de la confianza en sí mismo del pueblo español, con sus vicios y virtudes. La educación solucionaría problemas: si las Universidades difundieran el saber en cada centro y clase social —aplaude a Concepción Arenal—, despertaría inquietudes. Pide carta blanca para la escuela, que creará una «noble pasión por engrandecer la tierra donde uno ha nacido», en frase de Lucas Mallada, con el esfuerzo de que es capaz el español.
Un pensamiento similar se recoge en José María Salaverría (1873-1940), autor de Vieja España (1907).
Aunque la mayoría de los regeneracionistas son hombres, no conviene olvidar la aportación de algunas mujeres. Es el caso de Rosario de Acuña, quien ya en los primeros años ochenta dejó constancia de algunos de los males que aquejaban a su querida España: el alejamiento del medio natural, la aglomeración urbana, limita los horizontes de las personas, convirtiéndolas en presas fáciles de la apariencia, la hipocresía, la banalidad y el sinsentido. No le gusta lo que ve y para intentar remediar la degeneración paulatina que amenaza el porvenir de la patria, propone el retorno a la vida campestre. Desde su Villa-Nueva, una quinta situada a las afueras de Pinto, rodeada de plantas y de varios animales domésticos entre los que no faltan dos buenas monturas, predica las bondades de la vida en el campo no solo a sus lectoras de El Correo de la Moda, sino también a quienes se adentran en las honduras divulgativas de Gaceta Agrícola, publicación del Ministerio de Fomento que tiene por objetivo fomentar el desarrollo agrícola y ganadero y la educación rural. Si en el periódico dirigido por Ángela Grassi mantiene una sección titulada «En el campo», en la edición ministerial publicará tres estudios más extensos, en los cuales explica con detalle sus propuestas regeneracionistas: Influencia de la vida del campo en la familia,  El lujo en los pueblos rurales y La educación agrícola de la mujer. 
Los ideales y propuestas de los regeneracionistas fueron acogidos por políticos conservadores como Francisco Silvela, que escribió un famoso artículo, «Sin pulso», publicado en El Tiempo (16 de agosto de 1898), y Antonio Maura, que vieron en esta corriente un adecuado vehículo para sus aspiraciones políticas y se adhirieron a la misma. Igualmente lo hicieron los liberales Santiago Alba, José Canalejas y Manuel Azaña. Benito Pérez Galdós asimiló este pensamiento como una derivación de su inicial krausismo en sus últimos Episodios nacionales e incluso un dictador como Miguel Primo de Rivera llegó a apropiarse de parte del discurso de Costa, que había reclamado un «cirujano de hierro» que acometiera las reformas urgentes que necesitaba el país: de hecho, Primo de Rivera emprendió y llevó a cabo uno de los sueños de Costa: un plan hidrológico.
Pero fueron escritores y pensadores como Juan Pío Membrado Ejerique, Julio Senador Gómez, Constancio Bernaldo de Quirós, Antonio Rodríguez Martín, Luis Morote, Ramiro de Maeztu, Pere Corominas, Adolfo Posada, Basilio Paraíso Lasús, Francisco Rivas Moreno y José Ortega y Gasset, quienes principalmente prolongaron este movimiento intelectual hasta el estallido de la guerra civil española en 1936.